# Farid Mansurov
Farid Mansurov (* 10. května 1982 Dmanisi) je bývalý ázerbájdžánský zápasník – klasik, olympijský vítěz z roku 2004.

## Sportovní kariéra
Narodil se v gruzínském Dmanisi do ázerbájdžánské rodiny. Od svých třech let vyrůstal v Baku. Zápasení se věnoval od 10 let. Pod vedením trenéra Aligulu Hasanoglua se specializoval na řecko-římský (klasický) styl. V ázerbájdžánské mužské reprezentaci vedené Elčinem Džafarovem se pohyboval od roku 2002 ve váze do 66 kg. V roce 2004 se kvalifikoval na olympijské hry v Athénách. Ze základní skupiny postoupil z prvního místa přes dva veterány Kubánce Juana Maréna a Poláka Ryszard Wolného. Ve čtvrtfinále vyřadil Íránce Parvíze Zeídvanda a v semifinále Švéda Jimmy Samuelssona shodně 3:1 na technické body. Ve finále se utkal s Turkem Şerefem Eroğlum. V úvodních sekundách zaskočil favorita suplexem a ujal vedení 3:0. V polovině zápasu přidal další bod za strh. V závěrečných sekundách zápasu udržel vedení 4:3 na technické body a získal nečekanou zlatou olympijskou medaili.
Po olympijských hrách jako introvert psychicky nezvládal popularitu olympijského vítěze a dlouho se nemohl nedostat do tréninkového tempa. Při zvýšené fyzické zátěži si stěžoval hlavně na bolesti zad. V roce 2007 se však zvládl připravit na domácí mistrovství světa v Baku, kde bral první místo. V roce 2008 obhajoval zlatou olympijskou medaili na olympijských hrách v Pekingu. Při zahajovacím ceremoniálu nesl vlajku své země, ale v samotném turnaji vypadl v úvodním kole s Arménem Armenem Vardanjanem reprezentujícím Ukrajinu. Sportovní kariéru ukončil v roce 2010. Věnuje se trenérské práci.

## Výsledky
| Turnaj             | 1997 | 1998 | 1999 | 2000 | 2001 | 2002 | 2003 | 2004 | 2005 | 2006 | 2007 | 2008 | 2009 | 2010 |
| Turnaj             | 15   | 16   | 17   | 18   | 19   | 20   | 21   | 22   | 23   | 24   | 25   | 26   | 27   | 28   |
| Turnaj             | -48  |      | -58  | -63  | -63  | -66  | -66  | -66  | -66  | -66  | -66  | -66  | -66  | -66  |
| ------------------ | ---- | ---- | ---- | ---- | ---- | ---- | ---- | ---- | ---- | ---- | ---- | ---- | ---- | ---- |
| Olympijské hry     |      |      |      | —    |      |      |      | 1.   |      |      |      | úč.  |      |      |
| Mistrovství světa  | —    | —    | —    |      | —    | 2.   | úč.  |      | —    | —    | 1.   |      | 1.   | —    |
| Mistrovství Evropy | —    | —    | —    | —    | —    | —    | úč.  | —    | —    | —    | —    | —    | 5.   | úč.  |
| MS juniorů         | —    | —    | —    | —    | 1.   |      |      |      |      |      |      |      |      |      |
| ME juniorů         | —    | —    | —    | úč.  |      | —    |      |      |      |      |      |      |      |      |
| ME dorostenců      | 2.   | —    | úč.  |      |      |      |      |      |      |      |      |      |      |      |